# Crystal Lake (Illinois)
Crystal Lake je grad u američkoj saveznoj državi Ilinois. Prema popisu stanovništva iz 2010. u njemu je živjelo 40.743 stanovnika.